# Замак Зебенштајн
Замак Зебенштајн налази се у Зебенштајну, Доња Аустрија. Замак је око 1045. године подигао Готфрид од Велса-Ламбаха, а 1049. године се преселио у Формбах. Замак Зебенштајн се налази на 453 м надморске висине.
Од 1942. године дворац је у власништву породице Нехамер.